# Carl Jung
Carl Gustav Jung (phát âm tiếng Đức: [ˈkaːɐ̯l ˈɡʊstaf ˈjʊŋ]; 26 tháng 7 năm 1875 – 6 tháng 6 năm 1961) là một bác sĩ tâm thần học, nhà tâm lý học Thụy Sĩ. Nổi tiếng nhờ ông thành lập một trường phái tâm lý học mới có tên là tâm lý học phân tích (analytical psychology) nhằm phân biệt với trường phái phân tâm học (psychoanalysis) của Sigmund Freud. Và ngày nay có rất nhiều nhà tâm lý trị liệu chữa trị bệnh nhân theo phương pháp của ông.
Phần lớn những điều được biết về cuộc đời của Jung được tìm thấy trong cuốn Tự Truyên của ông có tựa là Memories, Dreams, Reflections. Tuy không phải là người đầu tiên nghiên cứu về giấc mơ nhưng chính những phát kiến lớn lao trong lĩnh vực này của ông đã làm nên tên tuổi của Carl Gustav Jung. Tư tưởng của ông gây ảnh hưởng lớn lên nhiều nhà tâm lý học và các phong trào hiện đại như phong trào New Age, Psychoanalysis, Adam Phillips, Jackson Pollock, Northrop Frye, Oxford Group, Alcoholics Anonymous, Barbara Hannah.

## Tiểu sử
Carl Gustav Jung sinh ra ở một thị trấn nhỏ ở vùng biên giới giáp ranh ba nước Thụy Sĩ, Đức, Áo. Thị trấn Kesswil nằm bên bờ hồ Constance, dưới chân núi phía bắc của dãy Alps huyền thoại. Ông là một nhà tâm thần học người Thụy Sĩ, người sáng lập trường phái Tâm lý học phân tích. Jung được xem là một trong các nhà tâm thần học hiện đại tiên phong trong cách nhìn nhận về hệ tâm trí người như là thứ có "bản chất tôn giáo", và lấy đó làm trung tâm điểm cho mọi khảo cứu. Ông cũng nổi tiếng là một người chuyên nghiên cứu về biểu tượng học và phân tích giấc mơ. Mặc dù dành phần lớn thời gian cho việc trị liệu lâm sàng, nhưng Jung cũng viết nhiều công trình về các lĩnh vực khác có liên quan, như các tác phẩm về triết học phương Đông và phương Tây, về Giả Kim Thuật, Thiên văn học, xã hội học, văn học nghệ thuật.
Jung khảo xét sâu xa về cái được gọi là Cá tính hóaThành toàn bản ngã – Individuation (Phân biệt: thuật ngữ này khác với Individualism – cá nhân chủ nghĩa), đây là một tiến trình tâm lý nhằm thống hợp các mặt đối lập của hệ tâm trí là Vô thức và Ý thức trên cơ sở vẫn giữ mối liên hệ "tự hành" tương đối của chúng, giúp một cá nhân trở nên THÀNH TOÀN. Khái niệm này là hạt nhân lý luận của học thuyết Tâm lý học phân tích. Jung cũng tạo sinh ra rất nhiều thuật ngữ tâm lý khác, như Nguyên Mẫu, Vô thức tập thể, Phức cảm, Đồng Hiện (Synchronicity - có phần giống với thuyết "đồng thanh tương ứng - đồng khí tương cầu". Là những "Ngẫu nhiên có ý nghĩa", theo một cách thức Nhân -Quả phi tuyến tính như Butterfly effect). Nhiều công cụ nghiệm kê tâm trí, như bảng phân loại tính cách của Myers – Briggs (MBTI) được phát triển dựa chủ yếu trên học thuyết của Jung. Niềm say mê khảo cứu triết học và các hiện tượng dị thường khiến nhiều người xem ông là một nhà thần bí học, nhưng Jung luôn muốn được nhìn nhận như một nhà khoa học.